# Listă de dealeri auto din România
Aceasta este o listă de dealeri auto din România:
• www.autosatumare.ro
- APAN
- Automobile Bavaria[1][2][3]
- Compexit Trading
- Ecomax General Investments
- Eurial Invest
- RMB Inter Auto[4]
- SUV Cars[5]
- X-Car[4]